# Agromyza filipendulae
Agromyza filipendulae este o specie de muște din genul Agromyza, familia Agromyzidae, descrisă de Spencer în anul 1976. Conform Catalogue of Life specia Agromyza filipendulae nu are subspecii cunoscute.